# Aloïs Persyn
Pour les articles homonymes, voir Persyn.

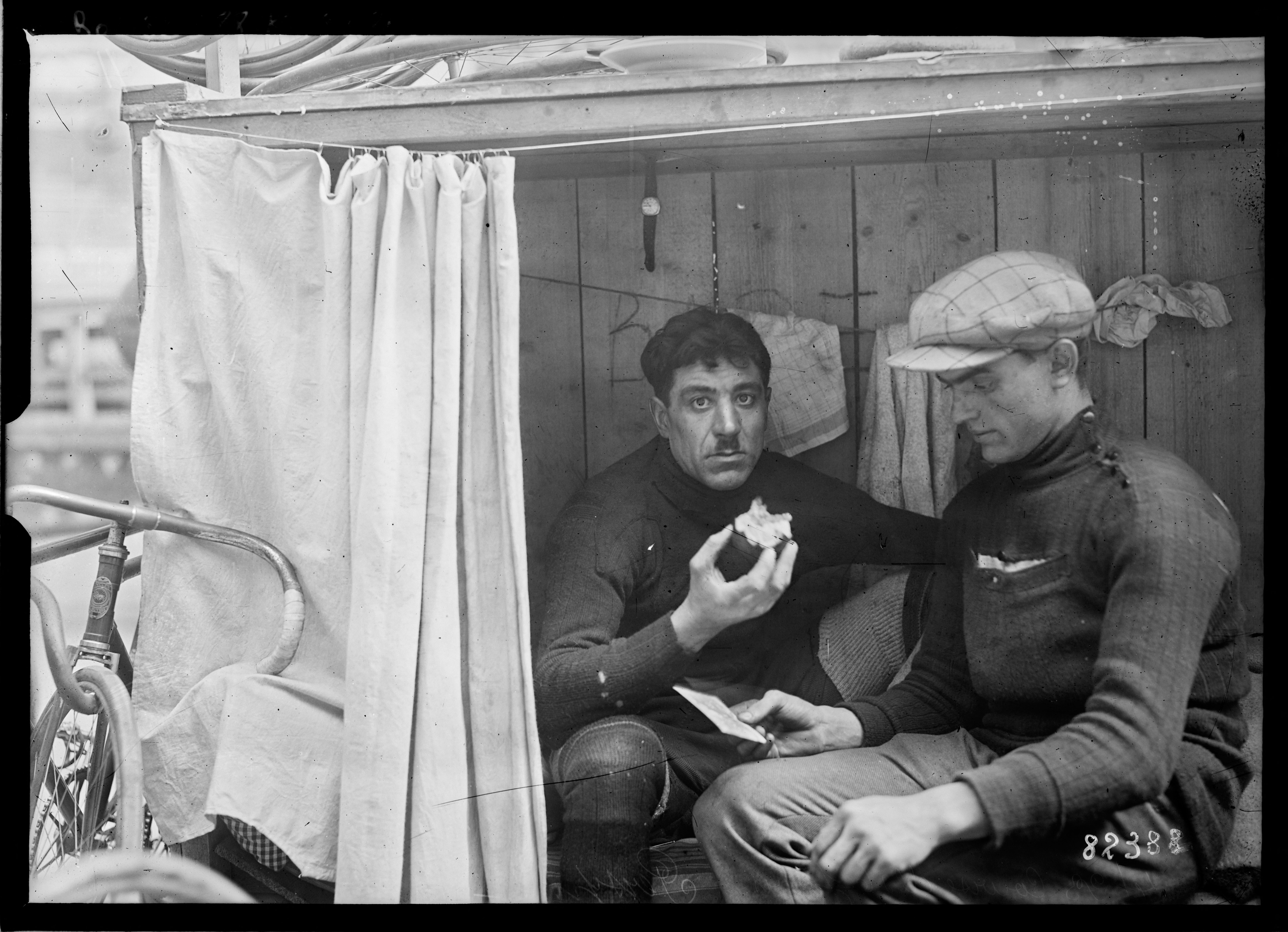
Persyn au repos pendant les Six Jours de Paris 1923

Aloysius, Amandus, Persyn, en néerlandais : Persijn, né le 3 août 1888 à Nazareth en Belgique et mort le 26 mai 1972 à Bruxelles, est un coureur cycliste belge, spécialiste de l'américaine et des courses de six jours.
Il fait partie du team des « Flandriens » managé par Karel Steyaert qui, pendant des années, sur toutes les pistes d’Europe, accumulent les succès dans les courses à l’américaine,, et il est aussi parmi les premiers cyclistes flamands à se rendre aux États-Unis pour courir.

## Biographie
Aloysius Amandus Persyn est le fils de Augustus Persyn, agriculteur, et de Hortentia Mathys.
Lors du championnat des Flandres en 1912, plusieurs coureurs se détachent, des coureurs de la province de Flandre orientale, dont Aloïs Persyn et des coureurs de Flandre occidentale, Henri Van Lerberghe, étant le plus connu ; mais ces coureurs ont décidé d'en faire un match inter-provincial. Pour éviter ce genre de combines, Steyaert décide de former des équipes de Six-jours, chaque paire composée de coureurs de chacune des deux provinces. Ils se rendent alors à Bruxelles, d'abord pour les 24 heures de Bruxelles, ensuite pour les Six-Jours de Bruxelles.
Vers 1920, les Flandriens partent vers les États-Unis pour les Six-Jours de New-York, organisés par John M. Chapman et Steyaert se rend compte que tout est organisé d'avance par Chapman à la façon des critériums actuels contrairement aux Six-Jours européens.
Dès 1920, il devient le partenaire de César Debaets. Ils prennent une seconde place aux Six Jours de New York,. Il prend le départ des six jours de Paris 1921, avec lui mais ils abandonnent.
Après sa retraite sportive, il est hôtelier,.

## Palmarès
- 1911
  - 2e du Championnat des Flandres

- 1912
  - Stadsprijs Geraardsbergen[9]
  - 3e du Championnat des Flandres

- 1913
  - Kermesse de Nederbrakel
  - 2e de la Gullegem Koerse

- 1915
  - Six Jours de Gand avec Avile Cocquyt[10],[11].

- 1919
  - Six heures de Gand avec Debaets[12]
  - 3e de la 1re étape du Tour de Belgique
  - 3e des Six Jours de Bruxelles avec Pierre Van De Velde[13]

- 1920
  - Six heures au Vélodrome d'Hiver avec Debaets[14]
  - Trois heures à l'américaine à Harelbeke avec Debaets[15]
  - 2e des Six Jours de New York avec César Debaets[16]

- 1922
  - Américaine des As au Vél' d'Hiv avec Pierre Van De Velde[17]
  - Américaine de 100 km au Vél' d'Hiv avec  Pierre Van De Velde[18]

- 1923
  - Six Jours de Londres avec Pierre Van De Velde[19],[20]
  - 3e des Six Jours de Paris avec Pierre Van De Velde

- 1924
  - Américaine de 100 km à Buffalo avec Piet van Kempen[21]
  - Américaine de 100 km à Zurich avec Aloïs De Graeve[22]
  - Six Heures de Lyon avec Pierre Rielens[23]
  - Six Jours de Gand avec Jules Verschelden[24],[25]

- 1925
  - 25 Heures de Berlin avec Jules Verschelden[26]
  - Six jours de Berlin avec Jules Verschelden[27],[28]
  - Six heures de Marseille avec Jules Verschelden[29]
  - 2e des Six Jours de Gand avec Jules Verschelden[30]

- 1926
  - Six heures de Gand avec Jules Verschelden[31]
  - 2e des Six Jours de Breslau avec Jules Verschelden[32]